# Den etiopisk-ortodokse kirke
Den etiopisk-ortodokse kirke (egenbetegnelse: den etiopisk-ortodokse tewahedokirke) er en af de orientalsk-ortodokse kirker, som følger den aleksandrinske ritus. Den anslås at have omkring 40 millioner medlemmer, hovedsagelig i Etiopien, hvor knap halvdelen af befolkningen er etiopisk-ortodoks. Kirken er dermed den største orientalsk-ortodokse kirke. Den var længe en del af den koptisk-ortodokse kirke men blev erklæret autokefal i 1959, og ledes nu af patriarken af Etiopien med sæde i Addis Abeba.
Den etiopisk-ortodokse kirke bruger traditionelt ge'ez som liturgisk sprog. Gudstjenesterne afholdes imidlertid i nutiden mest på amharisk.
Navnet tewahedo (som betyder "enhed") refererer til læren om at Jesus kun har én natur (monofysitisme). Denne lære blev afvist på koncilet i Chalkedon i 451, hvilket skabte splittelsen mellem de orientalsk-ortodokse og de kalkedonske kirker (nu: katolske, ortodokse og protestantiske kirker), som accepterede læren om Kristi to naturer.

## Historie

### Antikken
Kirken hævder at have sin oprindelse i evangelisten Filips dåb af en etiopisk tjenestemand omkring 50 e.Kr. Allerede før denne tid havde Etiopien regelmæssig kontakt med middelhavslandene. Kongerne anså sig for at nedstamme fra Menelik I, søn af kong Salomo af Israel og dronning Makeba af Aksum og Saba, og befolkningen praktiserede den jødiske tro.
Etableret blev kristendommen først i 300-tallet, da kong Ezana gjorde kristendommen til statsreligion i kongeriget Aksum. Ifølge traditionen var han blevet døbt af Frumentius, en romersk borger fra Tyrus. Frumentius og hans broder Aedesius havde som børn overlevet et overfald på onklens skib i Det Røde Hav og var blevet solgt som slaver til kongen af Aksum. Kongen gav dem med tiden vigtige hverv og løste dem fra slavetilværelsen. Frumentius blev huslærer for kronprins Ezana, som han omvendte til kristendommen. Da Frumentius rejste til patriark Athanasius af Alexandria for at bede ham om at udnævne en biskop for Etiopien, viet patriarken Frumentius selv til biskop (sandsynligvis mellem 328 og 346). Han returnerede som den første biskop af Aksum og fik tilnavnet Abune Selama, "Vor Freds Far".
Fra denne tid blev biskopperne, og senere ærkebiskopperne, af Aksum altid indsat af patriarken af Alexandria, og var altid koptere. Da den alexandrinske kirke forkastede koncilet i Chalkedon i 451, fulgte derfor også den etiopiske kirke med og udgjorde dermed en del af den koptisk-ortodokse kirke.

### Middelalderen
Under de islamske erobringer blev Etiopien isoleret fra de andre kristne områder. Alligevel forblev kristendommen statsreligion også når kejserriget Abyssinien fortrængte kongeriget Aksum. Kejserne blev altid kronet af ærkebiskoppen. Kirken oplevede en blomstringstid fra 1000- til 1400-tallet. Det blev udviklet et righoldig repertoire af kirkemusik og mange teologiske og filosofiske skrifter blev oversat til det etiopiske skriftsprog ge'ez. Berømt er også Etiopiens mange "monolitkirker", det vil sige kirker som er hugget ud af en enkelt stenblok.
1622 konverterede kejser Malak Sagad III (Susenyos, 1608-1632) under jesuitternes indflydelse på katolicismen. Han gjorde i 1624 den katolske tro til statsreligion og indsatte portugiseren Afonso Mendes som patriark. Efter oprør med flere tusinde døde ændrede han imidlertid politik i 1632: Han indførte religionsfrihed, ophævede alliancen med paven og abdicerede. Sønnen og efterfølgeren Basilides genindførte den etiopisk-ortodokse statsreligion og smed jesuitterne ud af landet. Det næste forsøg på katolsk missionsvirksomhed bestod i oprettelsen af det apostoliske præfektur Abyssinien to hundrede år senere. Siden 1839 eksisterer den etiopisk-katolske kirke, en lille afskalning fra den etiopisk-ortodokse kirke som accepterer paven som sit overhoved.

### Autokefali
Under den italienske okkupation af landet (1936-1941) blev den etiopisk-ortodokse kirke undertrykt. Italienernes forsøg på katolisering kulminerede i afbrændingen af kirker og drab på biskopper og munke, blandt andet de 300 munke i kirkens vigtigste kloster, Debre Libanos. Efter, at den koptiske metropolit (Kirellos IV) var blevet fordrevet fra landet, udnævnte en del af kirken med italiensk støtte egne, etiopiske metropolitter (Abraham 1937-39, Johannes 1939-45). Efter, at kejser Haile Selassie havde befriet landet med britisk hjælp i 1941, blev Kirellos genindsat som metropolit og Abrahams og Johannes' støtter ekskommunikerede.
Den etiopiske kirke havde ved flere anledninger bedt patriarken af Alexandria om at få egne, etiopiske ærkebiskopper. Men først i slutningen af 1920-erne lod patriark Yoannis XIX indvie fem etiopiske munke til biskopper. Samtlige døde under den italienske okkupation. I 1948 blev yderligere fem etiopiske biskopper indviet af patriark Yusab II, blandt disse Basilios, itjsege (abbed) af Debre Libanos. Da metropolit Kirellos IV døde to år senere, blev Basilios i 1951 indsat som den første etiopisk fødte metropolit af Etiopien. I 1959 gik patriark Kirellos VI med til at gøre den etiopiske kirke til en autokefal kirke i den orientalsk-ortodokse kommunion. Ved en højtidelig ceremoni ophøjede han Basilios til patriark af Etiopien. Basilios døde i 1970 og blev efterfulgt af Tewophilos.
Derg-juntaen afskaffede statskirken efter, at den tog magten i 1974. Patriark Tewophilos og de fleste biskopper blev arresteret i 1976, og patriarken dræbt i fængsel. Hans to efterfølgere, Tekle Haimanot og Merkorios, blev indsatte af Derg-regimet. Mens den etiopiske synoden anerkendte indsættelserne, afviste de andre orientalsk-ortodokse kirker disse patriarker som ikke-kanoniske, eftersom den sidste retmæssige patriark Tewophilos' død ikke var offentliggjort, og han ikke havde fået en begravelse.
Efter Derg-regimets fald abdicerede Merkorios i 1992 og forlod landet. Tewophilos' levninger fik en værdig begravelse og Paulos blev indsat som kirkens femte patriark. Merkorios tilbagekaldte imidlertid senere sin abdikation og oprettede en eksil-synode i USA.
Efter Eritreas uafhængighed i 1993 begyndte de kristne i landet at kræve en egen patriark. Patriark Shenouda III af Alexandria opfyldte ønsket i 1998 ved at ophøje biskop Philipos til patriark af Eritrea. Samtidig blev den eritreisk-ortodokse kirke anerkendt som autokefal af den etiopisk-, den koptisk- og de andre orientalsk-ortodokse kirkesamfund.

## Liturgi
Kirkens liturgi ligner meget den koptisk-ortodokse kirkes, men kirkerne har visse forskellige højtider. Indtil nylig brugte man kun det gamle sprog ge'ez. I dag holdes lokale prædikener på moderne sprog, som amharisk. Kirkemusikken spiller en stor rolle i den kristne tradition.
Kirken følger en række særegne skikke og ceremonier, som delvis skyldes kirkens århundredlange isolation fra andre kristne områder. Nogen af skikkene nedstammer helt fra urkristendommen og har klare paralleller med jødedommen, andre er opstået i landet. Blandt andet praktiseres omskæring af drengebarn, flere af de israelitiske love om kost, ligesom både Sabbat (lørdag) og søndag holdes hellig.
Blandt de hellige skrifter indehaver Det Gamle Testamente en særlig plads, og kirkens kanon omfatter flere apokryfe skrifter, blandt andre Enoks bog. Tilbedelse af helgener og engle kombineres med troen på gode og onder ånder og dæmoner. Præsterne gennemfører regelmæssigt eksorcisme.
Pagtens ark spiller en særlig rolle i liturgien, og hver kirke har en kopi af arken. Den originale ark opbevares angiveligt i et kapel ved Vor Frue Maria af Zion-katedralen i Aksum ærkebispedømme.

## Bispedømmer
Den etiopisk-ortodokse kirke har omkring 40 ærke- og bispedømmer. Ud over 32 ærkebispedømmer i Etiopien findes der ærkebispedømmer for
- Afrika (i øvrigt)
- Jerusalem
- Nord- og Vesteuropa (med sæde i London)
- Syd- og Østeuropa (med sæde i Rom)
- Karibien og Latinamerika (med sæde på Trinidad og Tobago)
- USA
- Canada

Forholdene i Nordamerika er noget uoverskuelige, eftersom modpatriark Merkorios, som lever i US-amerikansk eksil, også har udnævnt flere biskopper.